# Družba »Braća Hrvatskoga Zmaja«
Družba »Braća Hrvatskoga Zmaja« (skr. DBHZ, lat. Societas "Fratres Draconis Croatici") hrvatsko je bratstvo i kulturna udruga utemeljena radi čuvanja i obnove hrvatske kulturne baštine i održavanja uspomene na događaje iz hrvatske povijesti i na zaslužne Hrvate. Družba u svome radu naglašava načela prijateljstva, bratstva, dragovoljnosti, zadružnog rada i odlučivanja. U svojim je redovima Družba imala velik broj istaknutih imena hrvatske kulture i javnoga života: sudaca, odvjetnika, gospodarstvenika, svećenika, osoba koje su radile u državnoj i gradskoj upravi te osoba različitih zanimanja.
Sjedište Družbe je u Kuli na Kamenitim vratima u Zagrebu.

## Povijest
Družbu su u Zagrebu obnovili 16. studenoga 1905. godine Emilij Laszowski i Velimir Deželić stariji, iako se ona u stvarnosti i nije ugasila, njezini vitezovi bili su među članovima hrvatskoga plemstva od osnutka. Družba je pravni sljednik hrvatskih vitezova zmajskoga reda Ordo equestris draconis (Red zmajskih vitezova) hrvatsko-ugarskoga kralja Žigmunda Luksemburškoga, utemeljena 1408. godine, u kojem su tada većinu činili hrvatski plemići. Plemićki sloj hrvatskoga društva sačuvao je postojanje staroga reda te ga je prenio na obnovljenu zmajsku družbu. Osnovna zadaća družbe je kao i nekada sačuvati Hrvatsku katoličku kulturu i domovinu od nevjernika i krivovjeraca.

Kako navodi Hrvatska enciklopedija, Družba je prvoj polovini 20. stoljeća potaknula, pokrenula i/ili ostvarila: 
Posmrtne ostatke Petra Zrinskoga i Frana Krste Frankapana iz Bečkoga Novoga Mjesta prenijeli su u zagrebačku prvostolnicu (1919.), kao i posmrtne ostatke Eugena Kvaternika i njegovih sudrugova (1921.), podignuli su spomenik hrvatskoj himni u Zelenjaku (1935.), osnovali Gradsku knjižnicu, Gradski arhiv, Gradski muzej (1907.), Društvo za spasavanje (1909., danas Hitna pomoć) u Zagrebu, spasili od rušenja Kamenita vrata, uredili grob dr. Anti Starčeviću u Šestinama, potaknuli veliku nacionalnu proslavu 1000. obljetnice Hrvatskoga kraljevstva (1925.) i podignuli velik glagoljski natpis u zagrebačkoj katedrali (1944.). Družba je stekla stari grad Ozalj (1928.), u kojem je uredila muzej i knjižnicu, te kaštel Bakar (1935.).

### Zabrana rada
Osnutkom »Vitežkoga reda hrvatskog zmaja« prestala je postojati Družba "Braća Hrvatskoga Zmaja" u Zagrebu, temeljem § 4. Zakonske odredbe o osnivanju »Vitežkog reda hrvatskoga zmaja« od 11. ožujka 1943. godine. Družbi je ponovo prekinut rad, ovaj put zabranom rada od 4. ožujka 1946., a cjelokupna imovina je zapljenjena.

### Obnova rada
Uspostavom Republike Hrvatske, Družba je obnovljena u Zagrebu 23. srpnja 1990., a svečano ponovno uspostavljena 16. studenoga 1990. u Kuli nad Kamenitim vratima, koju je Družba obnavljala 1993. – 1999.

## Simboli
Ime je odabrano po uzoru na spomenuti Red zmajskih vitezova. Znak Družbe je zlatni zmaj zelenih krila, koji čuva štit s povijesnim hrvatskim grbom, a zaštitnik je sv. Juraj, dok je Družbino geslo Pro aris et focis, Deo propitio ('Za žrtvenike i ognjišta, s Božjom pomoći'). Članovi nose zmajske pridjevke (Alojzije Stepinac – Zmaj od Bakačeve kule), ophode se s »ti« te su dužni međusobno si pomagati i izvan bratstva.

## Pravila
Pravila Družbe potvrđena su 1906. godine, ali su više puta mijenjana i dopunjavana. Rad Družbe vodi Meštarski zbor koji se prema sadašnjim pravilima sastoji od Velikog meštra i desetero meštara, a bira se na pet godina.

## Veliki meštri
- Emilije pl. Laszowski, Prazmaj Brloški i Ozaljski (1905. – 1935.)
- Milutin Mayer, Zmaj Svetohelenski (1936. – 1941.)
- Mladen Deželić, Zmaj Klokočki IV., (1943. – 1945.)
- Antun Bauer, Prazmaj Vučedolski (1990. – 1992.)
- Đuro Deželić, Zmaj Klokočki V., (1992. – 1993.)
- Juraj Kolarić, Zmaj Hrašćanski, od Sv. Jurja u Trnju (1993. – 2001.)
- Matija Salaj, Zmaj Starovukovarski (2001. – 2006.)
- Dragutin Feletar, Zmaj Velikootočki, (2006. – 2011.)
- Nevio Šetić, Zmaj od Istre (2011. – 2021.)
- Mislav Grgić, Zmaj Strossmayerski (2021. – 2026.)

## Vanjske poveznice
- Službeno mrežno mjesto